# República Socialista Soviética Autônoma de Udmurte
A República Socialista Soviética Autônoma de Udmurte ( em udmurte:  Удмурт Автономной Советской Социалистической Республика   / Udmurt Avtonomnoj Sovetskoj Socialistićeskoj Respublika ;  em russo:  Удмуртская Автономная Советская Социалистическая Республика   ,  Udmurtskaya Avtonomnaya Sovetskaya Sotsialisticheskaya Respublika ) foi uma república autônoma da União Soviética criada em homenagem ao povo Udmurt . Foi formado em 4 de novembro de 1920 como Oblast Autônomo de Votyak (" Votyak " é um nome obsoleto para Udmurts, "Vot" sendo o nome obsoleto para o povo Udmurt) e renomeado como Oblast Autônomo de Udmurt em 1932. Em 28 de dezembro de 1934,  o oblast foi renomeado para República Soviética Socialista Autônoma Udmúrtia,  mas não se tornou um membro pleno da República Socialista Federativa Soviética Russa até 1936.
Em 1937, a Constituição de Udmúrtia foi criada e o Soviete Supremo da República Socialista Soviética Autônoma de Udmúrte ganhou o poder.  O Conselho Supremo de Udmúrte declarou a soberania do estado em 20 de setembro de 1990  e a RSSA de Udmúrte foi renomeada como República de Udmúrtia em 11 de outubro de 1991.

## História
Em 27 de outubro de 1917, os bolcheviques ganharam o poder em Izhevsk e estabeleceram um governo territorial. O Primeiro Congresso decidiu ingressar na República Socialista Federativa Soviética da Rússia em junho de 1918. Em abril de 1919, a Udmúrtia foi apreendida por Alexander Kolchak . O Exército Vermelho retirou Kolchak do poder 2 meses depois, em junho de 1919. Em 1920, o Comitê Executivo Central e o Conselho de Comissários do Povo da RSFS da Rússia estabeleceram o Oblast Autônomo de Votskaya. Em 1932, o Oblast Autônoma de Votskaya foi renomeada como Oblast Autônoma de Udmúrtia.  Em 27 de fevereiro de 1921, a primeira Conferência Comunista Regional declarou o território uma região autônoma.
De acordo com os planos de cinco anos de 1929 a 1940, a Udmúrtia tornou-se industrializada. Em 1940, a literatura e a arte profissional cresceram e instituições educacionais e científicas foram criadas. Em março de 1937, o Segundo Congresso ratificou a constituição de Udmúrtia.
Durante a Segunda Guerra Mundial, os trabalhadores da Udmúrtia produziram armas para o Exército Vermelho . A Udmúrtia produziu 11 milhões de rifles e carabinas na guerra, superando a produção da indústria alemã. As fábricas industriais foram evacuadas da Ucrânia para a Udmúrtia, aumentando assim a população de etnia russa e estimulando o crescimento econômico. Em 1969, plantas oleaginosas foram estabelecidas na Udmúrtia.